# 黃仲珤
黃仲珤，福建漳州府龍溪縣人，明朝政治人物、進士出身。

## 生平
永樂元年（1403年），福建鄉試中舉。永樂二年（1404年），登進士，改庶吉士，官至珉王府伴读。